# ژان وندلیگ
ژان وندلیگ (به فرانسوی: Jean Wendling) بازیکن فوتبال و مدافع اهل فرانسه است که از سال ۱۹۵۹ تا ۱۹۶۳ میلادی عضو تیم ملی فوتبال فرانسه بوده‌است. وی در ۲۶ بازی ملی حضور داشته است و در بازی‌های ملی‌اش گلی به ثمر نرساند.